# Eddra Gale
Eddra Gale (* 16. Juli 1921 in Chicago, Illinois; † 13. Mai 2001 in Deming, New Mexico) war eine US-amerikanische Schauspielerin und Sängerin.

## Leben
Eddra Gale begann ihre Karriere als Sängerin und arbeitete erfolgreich als Opernsängerin in Italien, bevor sie von Federico Fellini für dessen Filmdrama Achteinhalb gecastet wurde. Mit ihrem Filmdebüt startete sie eine bis 1980 andauernde Filmkarriere, die ab Mitte der 1960er Jahre ausschließlich in den Vereinigten Staaten verlief und Filme wie Die Reifeprüfung, Blutige Erdbeeren und zuletzt 1980 mit Ein tödlicher Traum umfasste.
Am 13. Mai 2001 verstarb Gale im Alter von 79 Jahren an den Folgen eines Schlaganfalles. Sie wurde von einer Nichte überlebt.

## Filmografie (Auswahl)
- 1963: Achteinhalb (8½)
- 1963: April entdeckt Rom (Gidget Goes to Rome)
- 1965: Was gibt’s Neues, Pussy? (What’s New Pussycat?)
- 1967: Die Reifeprüfung (The Graduate)
- 1967: Satanische Spiele (Games)
- 1968: Lass mich küssen deinen Schmetterling (I Love You, Alice B. Toklas)
- 1968: Sein Name war Gannon (A Man called Gannon)
- 1969: Das Gold der Madonna (The Desperate Mission)
- 1970: Blutige Erdbeeren (The Strawberry Statement)
- 1975: Fahr zur Hölle, Liebling (Farewell, My Lovely)
- 1976: Vanilleeis und Pettingcoats (Revenge of the Cheerleaders)
- 1977: Mad Bull – Der Supercatcher (Mad Bull)
- 1980: Ein tödlicher Traum (Somewhere in Time)